# Organización Mundial Contra la Tortura
La Organización Mundial Contra la Tortura (OMCT, por su sigla en francés) es la mayor coalición de organizaciones no gubernamentales que luchan contra la detención arbitraria, la tortura, las ejecuciones sumarias y arbitrarias, las desapariciones forzadas y otras formas de violencia. Su red global consta de cerca de 200 organizaciones locales, nacionales y regionales, que comparten el objetivo común de erradicar tales prácticas y habilitar el respeto a los derechos humanos para todos.
La Organización tiene siete programas:
- Asistencia a víctimas,
- Derechos del niño,
- Derechos económicos, sociales y culturales,
- Defensor de los derechos humanos,
- Campañas urgentes,
- Violencia contra la mujer,
- Seguimiento de los compromisos internacionales de los estados.

Su sede principal está en Ginebra, una sucursal se encuentra en Bruselas.